# Hemisfèric
L’Hemisfèric est l'un des édifices de l’ensemble architectural espagnol de la Cité des arts et des sciences de Valence, abritant un planétarium et un cinéma pour des projections OMNIMAX. Il a été construit sur les plans de l’architecte valencien Santiago Calatrava Valls en 1998.
Ce bâtiment au style futuriste a la forme d’un œil humain, symbolisant l’ouverture au monde. L’Hemisfèric mesure un peu plus de 100 m et culmine à 26 m de hauteur. Il possède une superficie de 14 000 m2. La salle de projection a une capacité de 300 personnes. 

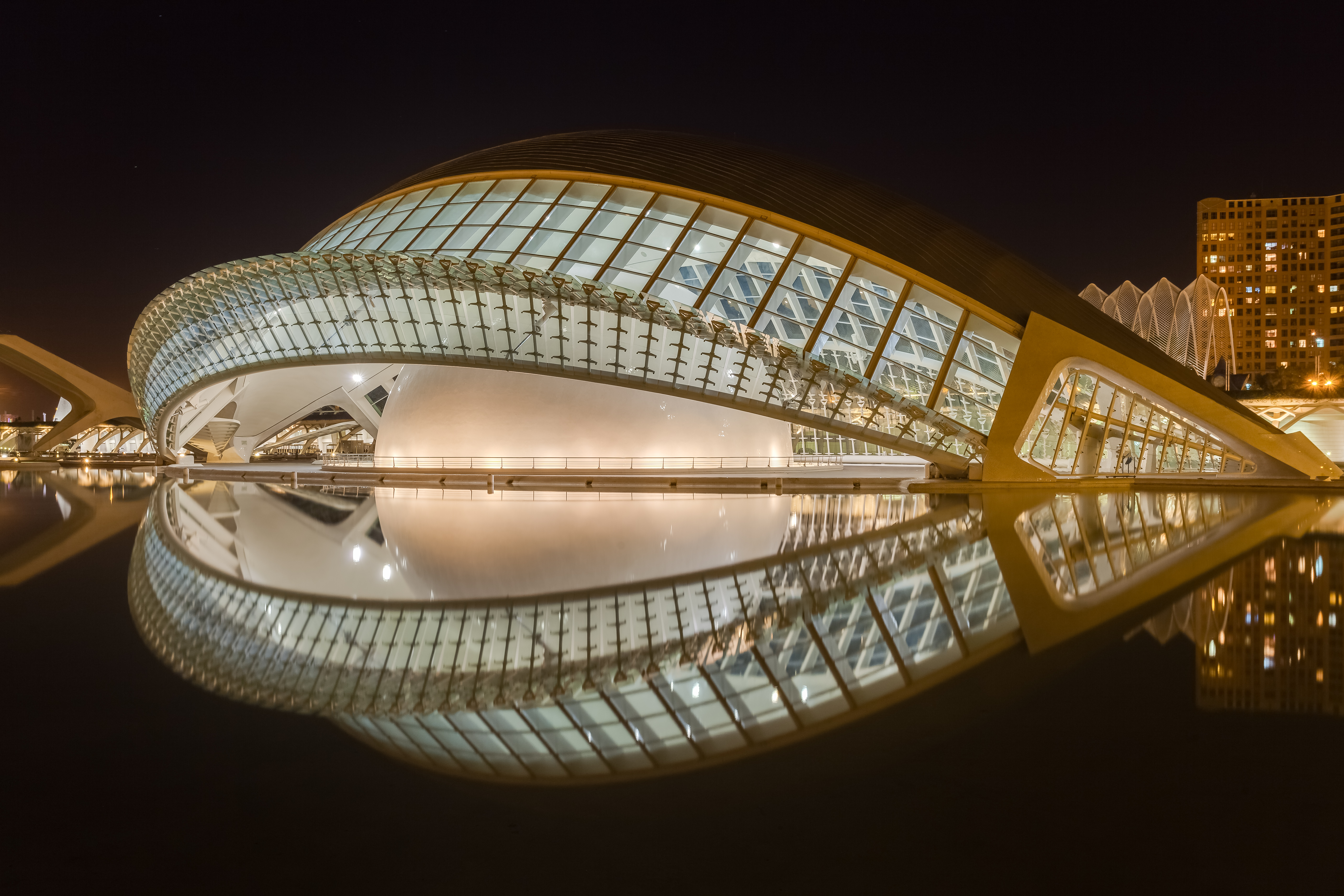
L'Hemisfèric de nuit, avec ses baies vitrées relevées.
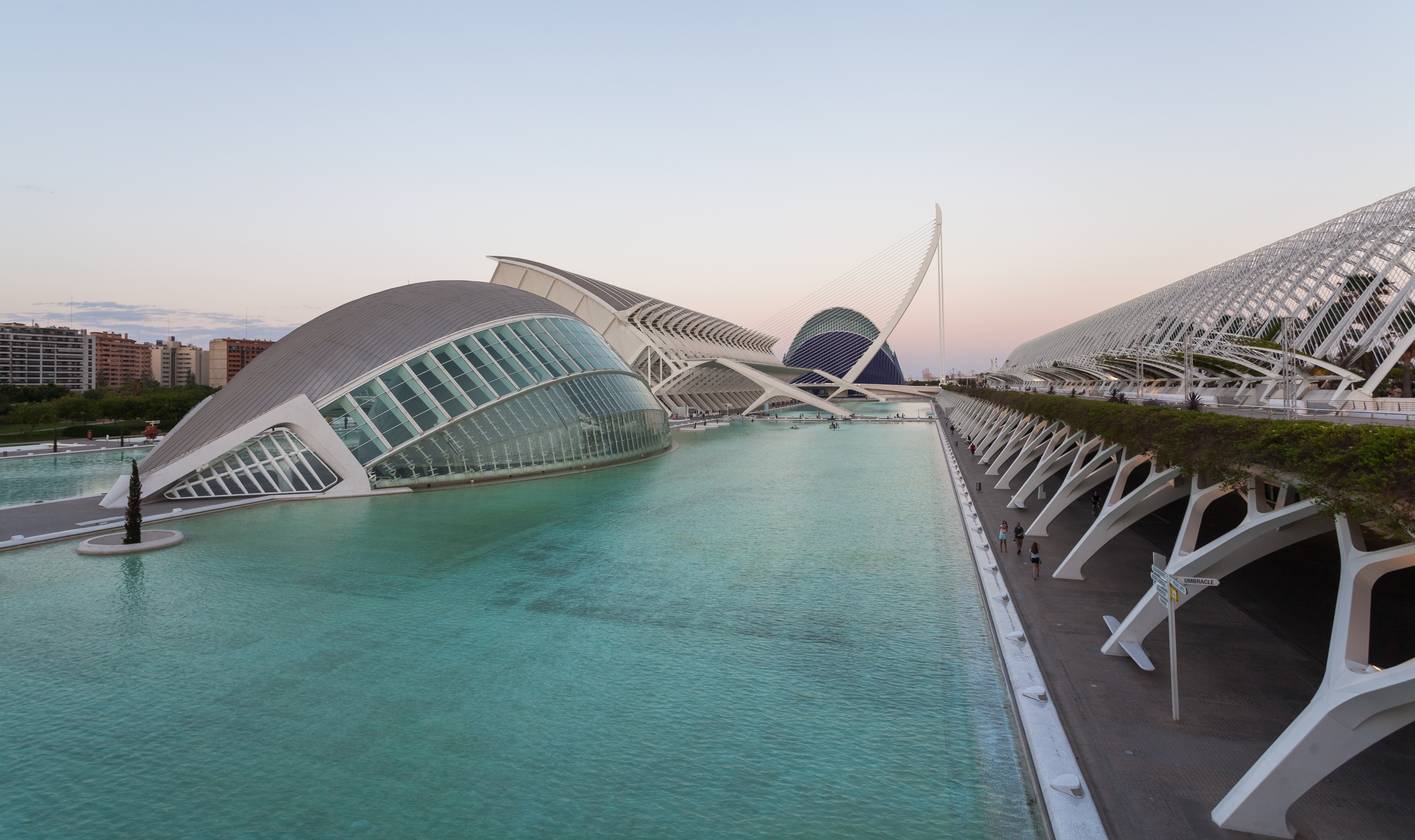
L'Hemisfèric fermé, en 2014 (à droite, L'Umbracle).